# Первомайське (Карабалицький район)
Первома́йське (каз. Первомай) — село у складі Карабалицького району Костанайської області Казахстану. Входить до складу Урнецького сільського округу.
Населення —  (2021; 99 у 2009, 169 у 1999,  у 1989).